# Саласар, Висенте Лусио
Висенте Лусио Саласар-и-Кабаль (исп. Vicente Lucio Salazar y Cabal; 20 декабря 1832, Кито, Эквадор — 14 февраля 1896, там же) — эквадорский политический и государственный деятель, исполняющий обязанности президента Эквадора (16 апреля — 4 сентября 1895), председатель Национального конгресса Эквадора (1873) и президент Сената (1892), вице-президент Эквадора (1894—1895), министр финансов, министр внутренних дел и международных отношений, экономист, юрист, доктор права.

## Биография
Изучал право в своём родном городе, завершил его, получив степень доктора юриспруденции, работал юристом в судах Эквадора.
Член Эквадорской консервативной партии.
Около тридцать лет работал экономистом, видный реформатор, занимал должности министра финансов в 1873, 1883, 1884—1887, 1888 и 1893 годах.
Избирался депутатом Национального конгресса Эквадора. В 1892 году стал президентом Сената, а в 1893 году занял пост министра внутренних дел и международных отношений.
Позже был избран вице-президентом Эквадора. После отставки президента Луиса Кордеро Креспо исполнял обязанности президента Эквадора с апреля 1895 по сентябрь 1895 года. Его президентство положило начало Либеральной революции в Эквадоре.
Из-за паралича не смог выполнять государственные обязательства и подал заявления об отставке. Власть в ходе Либеральной революции перешла к 
Элою Альфаро.